# Giuseppe Valsecchi
Giuseppe Valsecchi (Spirano, 21 gennaio 1945) è un ex calciatore e allenatore di calcio italiano, di ruolo portiere.

## Carriera

### Giocatore
Cresce nel settore giovanile dell'Atalanta, nel 1965 passa alla Trevigliese  in Serie C, per poi tornare a Bergamo nella stagione successiva.
Con i neroazzurri, nonostante sia la riserva di Zaccaria Cometti, debutta in Serie A e vi colleziona una decina di presenze.
Dopo due campionati viene acquistato dal Perugia, in Serie B, come titolare per circa 15 mesi. Successivamente, passa alla Salernitana. In Campania veste la maglia da titolare granata per 210 volte in sei campionati di Serie C.
Nell'estate 1975 scende ulteriormente di categoria trasferendosi alla Triestina dove rimane per tre anni e vincendo nella prima stagione il campionato di Serie D. Disputa quindi i primi due campionati della neonata Serie C2 difendendo i pali del Savoia, poi nel 1980 passa all'Ercolanese (un primo campionatio vittorioso in D e 3 in C2). Chiude la carriera da rincalzo (una sola presenza in due stagioni) al Pergocrema.
In carriera ha totalizzato complessivamente 10 presenze in Serie A e 28 in Serie B. Nella stagione 1973-1974 ha realizzato una rete contro il Barletta, fallendo un calcio di rigore ma andando a segno sulla ribattuta.

### Allenatore
Cessata l'attività agonistica, resta nel mondo del calcio, diventando preparatore dei portieri. Per quattro anni è il preparatore dei portieri al Pergocrema per passare poi al Monza dove rimane per sei anni vincendo una coppa Italia di Serie C e un campionato di Serie C. L'anno successivo viene promosso come preparatore dei portieri al Brescia in Serie B, annata in cui vince il campionato cadetto. Dopo un anno nel massimo campionato con le rondinelle passa come preparatore dei portieri al settore giovanile del Milan, dove rimane sino al 2010.

## Palmarès

### Giocatore

#### Competizioni nazionali
- Campionato italiano Serie D: 2

Triestina: 1975-1976 (girone C)
Ercolanese: 1980-1981 (girone E)